# Clostridium bartlettii
Clostridium bartlettii è una specie di batterio appartenente alla famiglia delle Clostridiaceae.